# Louis Guirandou-N'Diaye
Louis Guirandou-N'Diaye, né le 4 février 1923 à Dakar et mort le 4 juin 1999 à Abidjan, est un diplomate et dirigeant sportif ivoirien.

## Biographie

### Études
Louis Guirandou N'Diaye étudie le droit à l'université de Paris où il obtient une licence ; il poursuit ses études  à l'Institut d'études politiques de Paris et à l'École nationale de la France d'outre-mer puis part aux États-Unis, ayant obtenu une bourse Fulbright.

### Politique et diplomatie
Il est chargé du contentieux administratif de la Côte d'Ivoire en 1957, adjoint au directeur des affaires politiques de Côte d'Ivoire en 1958 puis diplomate à  Londres de 1961 à 1965. Il travaille au ministère des Affaires étrangères de 1965 à 1970. Il est ensuite successivement ambassadeur de la Côte d'Ivoire en Éthiopie, en Ouganda, au Kenya, en Tanzanie et au Canada, et en 1975 ambassadeur exceptionnel et plénipotentiaire de la Côte d'Ivoire en Égypte,.

### Sport
Louis Guirandou N'Diaye pratique plusieurs sports dont les arts martiaux : il est ceinture noire 6e dan de judo et ceinture noire d'aikido et de karaté.
Il est nommé président de la Fédération ivoirienne de judo en 1961, président de l'Union africaine de judo et vice-président de la Fédération internationale de judo de 1969 à 1975.
Il est président du Comité national olympique de Côte d'Ivoire de 1968 à sa mort, membre du Comité international olympique (dont il est premier vice-président de 1983 à 1984) de 1969 à sa mort, et président du Comité international pour le Fair-Play (en) de 1997 à 1999.
Il fait l'objet d'une enquête liée au scandale de l'attribution des Jeux olympiques d'hiver de 2002 : le CIO lui adresse un avertissement ferme pour avoir accepté des cadeaux et des billets d'avions du Comité de candidature de Salt Lake City. Sur le plan national, il fait l'objet de vives critiques quant à la gestion du Comité, l'absence de réunions, la gestion douteuse des fonds et son maintien à la présidence, sans aucune élection à proprement parler.

### Famille
Il est notamment le père du producteur Jean-Marc Guirandou (1967-2016).